# Histoire des protestants d'Évreux

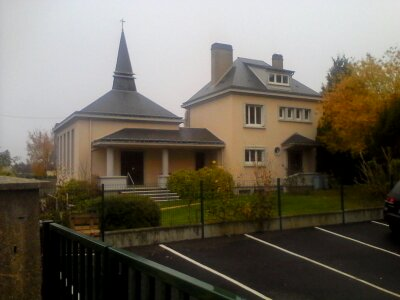
Temple protestant de l'Église évangélique de France d'Évreux

 (mars 2025).
L'histoire des protestants d'Évreux constitue l'histoire d'une minorité religieuse et culturelle d'Évreux du XVIe siècle à nos jours.

## Les débuts de la Réforme
Les fondements théorique
Au XVIe siècle eut lieu la Réforme protestante ou plutôt les reformes puisqu'à celle de Martin Luther s'ajoute celle de Jean Calvin dont la plupart des protestants français dont ceux d'Évreux sont issus, elle se base sur un réexamen  critique de la bible à lumière des humanités de la Renaissance.
La vie protestante à la Renaissance
Au XVIe siècle à Évreux tout comme à Rouen, Dieppe et Luneray il existe un temple protestant à Évreux. Ce dernier donne lieu à une vie sociale intense autour du théâtre biblique ; à la différence des catholiques les reformé ne jugent pas le théâtre immoral en autant qu'il participe à l'évangélisation. C'est ainsi que naît le théâtre appelé "confréries joyeuses"

### Les guerres de Religion
Les guerres de Religions c'est l'époque de Guillaume Costeley compositeur portant ébroïcien avec le puis de musique. Durant cette époque bon nombre de protestants sont persécutés par l'évêque d'Évreux d'alors entre 1563 et 1597

### De la révocation de l'édit de Nantes en 1689 à la Révolution française de 1789
Durant la fin du XVIIe siècle et le XVIIIe siècle il y n'a officiellement plus de protestants en France néanmoins ceux qui ne s'exilent pas dans d'autres États d'Europe, pratiquent leur religion en clandestinité cette époque en référence au biblisme qui leur est propre, la période du désert,.

## À l'époque contemporaine
En 1873 Ferdinand Schlikler, châtelain de Bizy près de Vernon fonde une nouvelle paroisse à Évreux
En 1959 le pasteur Finay s'oppose à la loi de Michel Debré accordant aux écoles publiques des subventions dans le cadre de la liberté scolaire, pourtant ce dernier est fervent gaulliste.
À la fin du XXe siècle et au début du XXIe siècle, la pastorale est animée par l'instrumentaliste Louis Pernot grand spécialiste de Jean-Sébastien Bach.